# Penitenciarul cu regim de maximă siguranță Aiud
Penitenciarul Aiud este o unitate penitenciară cu regim de maximă siguranță din municipiul Aiud, județul Alba, România.  
Prima atestare documentară a unității datează din anul 1786.
Între anii 1839-1849 a funcționat ca închisoare pe lângă Tribunalul din Aiud, iar în urma evenimentelor revoluționare din 1848, în ianuarie 1849, cu ocazia ocupării orașului de către trupele austriece, tribunalul și închisoarea au fost incendiate. În 1857 a fost construită o nouă închisoare, activitățile de amenajare fiind finalizate în anul 1860.
În perioada 1873-1880 penitenciarul a funcționat ca închisoare-tribunal, destinată executării pedepselor grave atât de către bărbați, cât și de către femei, urmare condamnărilor aplicate de către instanțele din județ.
Începând cu data de 1 septembrie 1880 penitenciarul a devenit închisoare districtuală. Cu această ocazie a fost construit un nou corp de clădire, finalizat în 1882, cunoscut până în ziua de astăzi sub denumirea „Zarca”. În perioada 1889-1892 a fost construit pavilionul „Celularul nou” care, cu cele 312 celule ale sale, a rămas până în prezent corpul principal de clădire al penitenciarului.
În perioada comunistă penitenciarul din Aiud a fost una din cele mai dure închistori ale sistemului represiv din România. În baza ordinului nr. 17249 al Direcției Generale a Penitenciarelor, din septembrie 1948, condamnările politice urmau să fie executate la penitenciarul din Aiud, la Penitenciarul Gherla, Penitenciarul Pitești și Târgșor. În penitenciarul din Aiud urmau să își ispășească pedepsele cei mai periculoși infractori, criminali de război și deținuți din motive politice. Dintre aceștia, ordinul a precizat următoarele categorii: avocați, arhitecți, comercianți, farmaciști, medici, ingineri, învățători, profesori, preoți, scriitori, subofițeri și ziariști, precum și pe toți cei care fuseseră bancheri, chiaburi, moșieri, industriași și diverși patroni. Ordinul s-a aplicat până în 1964, cu precizarea că în anii 1960 categoria predominantă o reprezentau foștii legionari. 
Între 1958-1964 director al închisorii a fost torționarul Gheorghe Crăciun. Acesta s-a folosit de deținutul Valeriu Anania pentru a pune în practică „reeducarea” deținuților.
Între 1964 și 1989 la Aiud au fost închiși în continuare cei care au fost condamnați pentru infracțiuni asimilate politic, contra securității statului.
În perioada 1945-1965 au fost înregistrate 563 de decese. Au existat trei ani de vârf: 1947, 1950 și 1961, atunci când au decedat 240 de deținuți. Cauzele principale ale primului val masiv de morți au fost epidemia de tifos, frigul, lipsa asistenței sanitare și lipsa de alimente. În 1950, din cauza înăspririi regimului penitenciar, lipsei alimentelor, stării sanitare precare și condițiilor climaterice a crescut rata mortalității. Ultimul val, cel din 1961, se află cel mai probabil în legătură cu fenomenul reeducării, majoritatea celor decedați fiind încarcerați în zarcă, în condiții severe de detenție.